# Дюшен, Антуан (велогонщик)
Антуан Дюшен  (фр. Antoine Duchesne; род. 12 сентября 1991 в Сагеней, провинция Квебек,  Канада) — канадский профессиональный шоссейный велогонщик, выступающий за команду мирового тура «Groupama-FDJ».

## Достижения
2009
1-й  Чемпион Канады — Групповая гонка (юниоры)
2012
3-й - Тур Квебека — Генеральная классификация
1-й - Этап 1
2013
Чемпионат Канады 
1-й  Чемпион Канады — Групповая гонка U23
3-й - Групповая гонка
2014
2-й - Полинорманд
2015
3-й - Полинорманд
10-й - Четыре дня Дюнкерка — Генеральная классификация
2016
1-й  Париж — Ницца Горная классификация
8-й - Тур Альберты — Генеральная классификация

## Статистика выступлений

### Гранд-туры
| Гонка           | 2015 | 2016 | 2017 |
| --------------- | ---- | ---- | ---- |
| Джиро д'Италия  | —    | —    | —    |
| Тур де Франс    | —    | 107  | —    |
| Вуэльта Испании | 138  | —    | —    |

| —  | Не участвовал  |
| НФ | Не финишировал |